# Jones Lang LaSalle
Jones Lang LaSalle eller JLL är ett internationellt företag i fastighetsbranschen som är noterat på NYSE. JLL agerar dels som rådgivare, dels som fastighetsägare och fondförvaltare för egna fastighetsfonder. JLL har idag sitt huvudkontor i Aon Center i Chicago i USA och har kontor i cirka 50 länder. 
Dagens Jones Lang LaSalle bildades 1999 när brittiskbaserade Jones Lang Wooston gick samman med amerikanska LaSalle Partners. Jones Lang Wooston var det äldsta av de två företagen med rötter i ett auktionsföretag bildat 1738. En viktig händelse för utvecklingen av Jones Lang Wooston var att bolaget deltog i att spåra äganderätter till olika fastigheter i London och andra brittiska städer där byggnader och arkiv förstörts under andra världskriget. Genom att spåra ägare till många små fastigheter och därmed få uppdrag att återuppföra byggnader fick företaget mycket att göra. 
I Sverige var en viktig händelse för företaget när fastighetsbolaget Diligentia, då ett dotterbolag till Skandia Liv och ett av Sveriges största fastighetsbolag, år 2000 överlät ansvaret för fastighetsförvaltningen och ekonomisk förvaltning till JLL. 
Sedermera insourcat igen i Skandia Liv-koncernen.
2015 hade företaget cirka 53 000 anställda i världen och medverkade i förvärv, försäljningar och finansiering till ett värde av cirka 80 miljarder USA-dollar. Utöver transaktioner arbetar bolaget även med facility management, uthyrningstjänster och värderingar.